# 张营乡 (临泉县)
张营乡，是中华人民共和国安徽省阜阳市临泉县下辖的一个乡镇级行政单位。

## 行政区划
张营乡下辖以下地区：
张营村、西王寨村、代祖寺村、周楼村、马老村、刘新村、李桥村、于小村、于楼村、赵湾村、周桥村和马庄村。